# Scymnus caffer
Scymnus caffer är en skalbaggsart som beskrevs av Gordon 1976. Scymnus caffer ingår i släktet Scymnus och familjen nyckelpigor. Inga underarter finns listade i Catalogue of Life.